# Desire for Torment
Desire for Torment – debiutancki album studyjny polskiej grupy muzycznej Pyorrhoea. Wydawnictwo ukazało się 25 sierpnia 2004 roku nakładem wytwórni muzycznej Empire Records. 4 lutego 2008 roku w Polsce i w Europie nakładem Metal Mind Productions została wydana reedycja płyty. W Stanach Zjednoczonych Desire for Torment 14 kwietnia tego samego roku wydała firma MVD.

## Lista utworów
Opracowano na podstawie materiału źródłowego.
(muzyka i słowa: Pyorrhoea)
1. „Slave” – 4:12
2. „Excrements on Your Face” – 2:44
3. „Masskill Symptom” – 0:40
4. „Bondage Punishment Torture” – 0:05
5. „Suicidal Masturbation” – 3:59
6. „Anal Arousal” – 2:44
7. „Addicted to Killing” – 2:55
8. „S.W.Y.T.E.Y.O.S.” – 0:19
9. „Consume You” – 2:48
10. „Desire for Torment” – 2:20
11. „Chainsaw Dance” – 0:54
12. „0108” – 0:07
13. „Hung on a Hook” – 2:01
14. „Dead Orgy Scene” – 3:20

## Twórcy
Opracowano na podstawie materiału źródłowego.
| - Analripper – wokal prowadzący - Adrian "A.D. Gore" Słojewski – gitara rytmiczna, gitara prowadząca - Andy Blakk – gitara rytmiczna, gitara prowadząca - Cyprian Konador – gitara basowa | - Dariusz "Daray" Brzozowski – perkusja - Sławomir Wiesławski – inżynieria dźwięku, miksowanie - Wojciech Wiesławski – inżynieria dźwięku, miksowanie - Bartosz Trojanowski – mastering |